# Емілія Войтила
Емілія Войтила (пол. Emilia Wojtyła, уроджена Емілія Качоровська, пол. Emilia Kaczorowska; нар. 26 березня 1884, Краків — пом. 13 квітня 1929, м. Вадовиці, Польща) — мати Папи Римського Івана Павла II, слуга Божа католицької церкви.

## Життєпис
Емілія Войтила народилася 26 березня 1884 року у місті Кракові. Її батьком був Фелікс Качоровський, матір'ю — Анна Марія Шольць. Фелікс Качоровський народився 1849 року в Бєльсько-Бялій: він був лимарем — ремонтував сідла та кінську упряж. Згодом оселився з родиною у Кракові, на вулиці Смоленській, 15, і мав майстерню та крамницю кінних екіпажів .
Закінчила 8-річну релігійну школу, якою опікувалися Сестри Божої Любові.
Померла 13 квітня 1929 року у місті Вадовицях (Польща).

### Родина
10 лютого 1906 року вийшла заміж за, старшину австрійської армії Кароля Войтилу. В цьому шлюбі 18 травня 1920 народився Кароль Юзеф Войтила — майбутній Папа.

### Беатифікаційний процес
Від 7 травня 2020 року триває беатифікаційний процес прилучення Емілії Войтили до лику блаженних.